# Красний Ріг
Кра́сний Ріг —  село в Україні, у Бородянській селищній громаді Бучанського району Київської області. Населення становить 29 осіб.

## Історія
Хутір Красний Ріг вперше згаданий 1900 року. Тоді на хуторі було 18 дворів, мешкало 130 осіб. Земля уся належала місцевим жителям, що здебільшого займалися хліборобством, а деякі було дроворубами. На хуторі було 5 кузень.